# Gherța Mică
Gherța Mică (in ungherese Mezőfény, in tedesco Fienen) è un comune della Romania di 3 412 abitanti, ubicato nel distretto di Satu Mare, nella regione storica della Transilvania.